# 2018年云南凤翔通用航空公司直升机坠毁事故
2018年云南凤翔通用航空公司直升机坠毁事故也称昆明“6·16”直升机撞山事故、“6·16”安宁飞机撞山事故，是指2016年6月16日一起由昆明市第一人民医院(甘美医院)飞往安宁市人民医院执行医疗救援任务过程中发生的直升机坠毁事故。一架由云南凤翔通用航空股份有限公司执飞、编号B-7460的AS350B3小松鼠直升机于云南省昆明市西山区碧鸡街道富善社区附近青山垭口坠机，3名机组成员全部遇难，包括两名飞行人员和一名随机机械员。

## 飞机情况
涉事飞机为欧洲直升机公司生产的AS350松鼠一型直升机，2013年10月9日出厂，2014年1月22日组装验证飞行后交付云南凤翔通用航空股份有限公司。自运行以来，未发生过重大故障或重复性故障。截至事发当日，该机所有时寿件均在有效期内。出发前也检查正常，无故障记录。

## 事故经过
2018年6月16日8点17分，凤翔通航AS350B3/B-7460号直升机从昆明市第一人民医院（甘美医院）起飞，计划经昆明市海埂公园至安宁市人民医院，运输一名心梗患者。8点28分直升机飞行轨迹停止，最后记录时刻的地理位置大约为昆明市西山区碧鸡街道富善社区附近青山垭口附近。8点43分云南凤翔通用航空股份有限公司航务人员将飞行轨迹停止的情况报告公司领导，公司开始通过各种途径联系机组未果。9点53分中国民用航空云南安全监督管理局收到直升机失联的信息，立即协同地方人民政府和公司开展应急处置。13点30分，搜寻队伍在青山垭口附近发现直升机残骸，3名机组人员全部遇难。

## 事故调查
2018年8月中国民用航空云南安全监督管理局发布了事故调查报告，报告认定本次事故构成一起生产安全较大事故，最大可能原因是机组决策不当，在目视飞行过程中误入仪表气象条件而导致撞山。